# Liste kantonaler Volksabstimmungen des Kantons Appenzell Ausserrhoden
Die Liste kantonaler Volksabstimmungen des Kantons Appenzell Ausserrhoden zeigt die Volksabstimmungen des Kantons Appenzell Ausserrhoden seit 2008.

## Abstimmungen

### Hängige Volksabstimmungen
| Datum | Titel der Vorlage                                         |
| ----- | --------------------------------------------------------- |
|       | Volksinitiative «Kein Zwang gegen Kinder und Jugendliche» |

### 2024
Keine kantonalen Vorlagen gelangten zur Abstimmung.

### 2023
| Datum      | Titel der Vorlage | Anteil Ja-Stimmen | Resultat   |
| ---------- | --- | ----------------- | ---------- |
| 26.11.2023 | Teilrevision der Kantonsverfassung: Gegenvorschlag und Eventualvorlage zur zurückgezogenen Volksinitiative «Starke Ausserrhoder Gemeinden» |                   |            |
| 26.11.2023 | Gegenvorschlag | 40,6 %            | Abgelehnt  |
| 26.11.2023 | Eventualvorlage | 62,7 %            | Angenommen |

### 2022
| Datum      | Titel der Vorlage                        | Anteil Ja-Stimmen | Resultat   |
| ---------- | ---------------------------------------- | ----------------- | ---------- |
| 25.09.2022 | Energiegesetz, Teilrevision (MuKEn 2014) | 61,2 %            | Angenommen |

### 2021
Keine kantonalen Vorlagen gelangten zur Abstimmung.

### 2020
| Datum      | Titel der Vorlage                                                                              | Anteil Ja-Stimmen | Resultat   |
| ---------- | ---------------------------------------------------------------------------------------------- | ----------------- | ---------- |
| 22.09.2020 | Verpflichtungskredit für die Anpassung der kantonalen Strasseninfrastruktur am Bahnhof Herisau | 68,6 %            | Angenommen |
| 22.09.2020 | Beschluss über Abfederungsmassnahmen zu den Revisionen 2019 und 2020 des Steuergesetzes        | 80,0 %            | Angenommen |

### 2019
Keine kantonalen Vorlagen gelangten zur Abstimmung.

### 2018
| Datum      | Titel der Vorlage | Anteil Ja-Stimmen | Resultat   |
| ---------- | --- | ----------------- | ---------- |
| 23.09.2018 | Kantonale Volksinitiative für mehr Steuergerechtigkeit                                                                                                 | 43,2 %            | Abgelehnt  |
| 23.09.2018 | Gesetz über den Spitalverbund Appenzell Ausserrhoden, Teilrevision                                                                                     | 69,8 %            | Angenommen |
| 04.03.2018 | Grundsatzbeschluss über eine Totalrevision der Kantonsverfassung: Zustimmung zur Durchführung Totalrevision                                            | 72,8 %            | Angenommen |
| 04.03.2018 | Grundsatzbeschluss über eine Totalrevision der Kantonsverfassung: Vorbereitung durch Kantonsrat oder Verfassungsrat (Ein Ja entspricht dem Kantonsrat) | 64,4 %            | Angenommen |

### 2017
Keine kantonalen Vorlagen gelangten zur Abstimmung.

### 2016
Keine kantonalen Vorlagen gelangten zur Abstimmung.

### 2015
Keine kantonalen Vorlagen gelangten zur Abstimmung.

### 2014
| Datum      | Titel der Vorlage                                                                                      | Anteil Ja-Stimmen | Resultat   |
| ---------- | --- | ----------------- | ---------- |
| 30.11.2014 | Teilrevision des Gesetzes über die politischen Rechte (Rücktrittsfristen, Verteilung Kantonsratssitze) | 79,8 %            | Angenommen |
| 18.03.2014 | Kantonsverfassung, Teilrevision (Reform der Staatsleitung)                                             | 65,8 %            | Angenommen |

### 2013
| Datum      | Titel der Vorlage                                                  | Anteil Ja-Stimmen | Resultat  |
| ---------- | ------------------------------------------------------------------ | ----------------- | --------- |
| 03.03.2013 | Volksinitiative «Für gleich lange Spiesse beim Nichtraucherschutz» | 41,6 %            | Abgelehnt |

### 2012
| Datum      | Titel der Vorlage                                                                                           | Anteil Ja-Stimmen | Resultat   |
| ---------- | --- | ----------------- | ---------- |
| 25.11.2012 | Finanzhaushaltsgesetz (FHG), Totalrevision                                                                  | 71,3 %            | Angenommen |
| 11.03.2012 | Volksinitiative «Abschaffung der Pauschalbesteuerung - SchweizerInnen und AusländerInnen gleich behandeln!» | 61,1 %            |            |
| 11.03.2012 | Gegenvorschlag zur Volksinitiative                                                                          | 50,6 %            |            |
| 11.03.2012 | Stichfrage (Ein Ja entspricht der Volksinitiative)                                                          | 56,9 %            | Angenommen |

### 2011
| Datum      | Titel der Vorlage | Anteil Ja-Stimmen | Resultat   |
| ---------- | --- | ----------------- | ---------- |
| 23.10.2011 | Kredit für Verbesserungen im Spital Heiden                                                                                                | 83,6 %            | Angenommen |
| 13.02.2011 | Interkantonale Zusammenarbeit, Vereinbarung über den Lastenausgleich mit dem Kanton St. Gallen im Bereich bedeutender Kultureinrichtungen | 51,1 %            | Angenommen |

### 2010
| Datum      | Titel der Vorlage | Anteil Ja-Stimmen | Resultat   |
| ---------- | --- | ----------------- | ---------- |
| 13.06.2010 | Volksinitiative «Wiedereinführung der Landsgemeinde im Kanton Appenzell Ausserrhoden»                                                                    | 29,7 %            | Abgelehnt  |
| 13.06.2010 | Interkantonale Vereinbarung vom 14. Juni 2007 über die Harmonisierung der obligatorischen Schule (HarmoS-Konkordat); Beitritt von Appenzell Ausserrhoden | 43,6 %            | Abgelehnt  |
| 13.06.2010 | Kantonsverfassung; Teilrevision (Gerichte): Teilrevision Kantonsverfassung mit Wahlorgan Kantonsrat                                                      | 53,1 %            |            |
| 13.06.2010 | Kantonsverfassung; Teilrevision (Gerichte): Teilrevision Kantonsverfassung mit Wahlorgan Stimmberechtigte                                                | 62,9 %            |            |
| 13.06.2010 | Kantonsverfassung; Teilrevision (Gerichte): Stichfrage (Ein Ja entspricht dem Wahlorgan Stimmberechtigte)                                                | 58,5 %            | Angenommen |
| 07.03.2010 | Baukredit zur Umnutzung der Liegenschaft Zeughaus Herisau                                                                                                | 72,1 %            | Angenommen |

### 2009
| Datum      | Titel der Vorlage | Anteil Ja-Stimmen | Resultat   |
| ---------- | --- | ----------------- | ---------- |
| 17.05.2009 | Volksinitiative «Wiedereinführung von Schulnoten ab der 4. Klasse»                                                                                             | 67,3 %            | Angenommen |
| 17.05.2009 | Erneuerung der Funknetze der Kantone St. Gallen, Appenzell Innerrhoden und Appenzell Ausserrhoden durch das schweizerische Sicherheitsfunknetz Polycom; Kredit | 79,2 %            | Abgelehnt  |

### 2008
| Datum      | Titel der Vorlage                                                                                         | Anteil Ja-Stimmen | Resultat   |
| ---------- | --- | ----------------- | ---------- |
| 01.06.2008 | Volksinitiative «Faires Wahlverfahren - Proporz für den Kantonsrat» auch im Kanton Appenzell Ausserrhoden | 47,0 %            | Abgelehnt  |
| 01.06.2008 | Gesetz über den Finanzausgleich zwischen dem Kanton und den Gemeinden                                     | 81,7 %            | Angenommen |